# Bühl (Berne)
Pour les articles homonymes, voir Buhl.
Bühl, appelée aussi Bühl bei Aarberg pour le distinguer d'autres lieux homonymes, est une commune suisse du canton de Berne, située dans l'arrondissement administratif du Seeland.